# Ура (гевог)
Ура — гевог та його адміністративний центр у дзонгхагу Бумтанг, Бутан.

## Визначні пам'ятки
- Монастир Ура